# Jewel Roemer
Jewel Roemer (* 8. Februar 2002 in Oakland, Kalifornien) ist eine Wasserballspielerin aus den Vereinigten Staaten. Sie gewann bis 2024 einen Titel bei Weltmeisterschaften sowie einen Titel bei Panamerikanischen Spielen.

## Sportliche Karriere
Die 1,73 Meter große Jewel Roemer besuchte die Acalanes High School und studierte danach an der Stanford University. Mit dem Team von Stanford gewann sie 2022 und 2023 den Meistertitel der National Collegiate Athletic Association. 2019 wurde sie mit der Juniorinnenauswahl der Vereinigten Staaten Sechste bei der Juniorenweltmeisterschaft.
2023 spielte sie erstmals bei einem großen Turnier in der Nationalmannschaft. Bei der Weltmeisterschaft 2023 verlor die Mannschaft im Viertelfinale gegen die Italienerinnen und wurde nach den Platzierungsspielen Fünfte. Drei Monate später bei den Panamerikanischen Spielen 2023 gewann das US-Team vor den Kanadierinnen, wobei Roemer im Finale zwei Tore warf. Im Februar 2024 bei der Weltmeisterschaft in Doha siegte das US-Team im Viertelfinale gegen die Australierinnen und im Halbfinale gegen die Spanierinnen. Im Endspiel bezwang die Mannschaft die Ungarinnen mit 8:7. Roemer steuerte insgesamt sieben Tore bei. Bei den Olympischen Spielen 2024 in Paris siegte die Mannschaft im Viertelfinale gegen die Ungarinnen. Nach einer Halbfinalniederlage gegen die Australierinnen verlor das US-Team das Spiel um Bronze gegen die Niederländerinnen. Roemer war im Spiel um Bronze in der Startformation. Sie erzielte im Turnierverlauf fünf Tore.